# Spargeltarzan
Als Spargeltarzan werden umgangssprachlich und metaphorisch Männer und Jungen mit auffällig niedrigem Körpergewicht und schmalem Körperbau (ektomorph) bezeichnet.
Der Spargel dient als Symbol für die äußerst dünne, wenngleich große Statur und das blasse Aussehen der betreffenden Person. Tarzan spielt in dem Begriff auf die von Edgar Rice Burroughs erfundene Figur Tarzan an.
Der frühere deutsche Fußball-Nationalspieler Hannes Bongartz wurde so genannt.
Die Metapher findet größtenteils im umgangssprachlichen, gutmütig-ironischen Alltagsgebrauch Anwendung; das geschlechtsübergreifende Äquivalent zu Spargeltarzans ist die Bezeichnung Bohnenstange. Seit 2011 ist das Wort Lauch mit einer ähnlichen Konnotation in Umlauf.